# Nick Launay
Nick Launay – angielski producent nagrań oraz realizator dźwięku. Wyprodukował i zmiksował nagrania wielu artystów takich jak: Blue October, Nick Cave and the Bad Seeds, Yeah Yeah Yeahs, Arcade Fire, Public Image Ltd, Kate Bush, Talking Heads, Midnight Oil, Gang of Four, Grinderman, The Living End, Silverchair, Lou Reed and Supergrass. 
Obecnie mieszka w Sydney w Australii.

## Historia
Jest synem francuskiego pisarza André Launaya, urodził się w Londynie w Anglii około roku 1960. W wieku ośmiu lat przeprowadził się wraz z rodziną do małej wioski w Hiszpanii, gdzie jego rodzice wiedli bardzo swobodny tryb życia. Rodzina powróciła do Anglii w roku 1976 i od tego momentu Launay zakochał się w muzyce punk rock. 
Od 1978 roku rozpoczął pracę w studiach Tape One na Tottenham Court Road.
W 1980 Launay związał się z Virgin Records w studiu Townhouse, gdzie pracował jako asystent inżyniera przy albumach takich jak The Jam - Sound Affects oraz XTC - Black Sea, asystując takim producentom jak John Leckie, Tony Visconti, Steve Lillywhite oraz Hugh Padgham.
W 1981, jako najmłodszy z asystentów został wyznaczony do pracy z zespołem Public Image Ltd podczas sesji nagraniowej singla „Home is Where the Heart is”.  Na stronie fanów zespołu, w wywiadzie, wspomina, że „Żaden inny asystent reżysera w Townhouse nie chciał pracować z PiL, z powodu złej reputacji wokalisty zespołu Johnny Rottena.

## Produkcje
- 1981: Flowers of Romance - Public Image Ltd
- 1981: What's THIS For...! - Killing Joke
- 1981: „To Hell With Poverty” singel - Gang of Four
- 1981: „Release The Bats” singel - The Birthday Party
- 1981: „Earthbeat” singel - The Slits
- 1982: ...If I Die, I Die - The Virgin Prunes
- 1982: Junkyard - The Birthday Party
- 1983: 10, 9, 8, 7, 6, 5, 4, 3, 2, 1 - Midnight Oil
- 1983: Seance - TThe Church
- 1983: The Pleasure Of Your Company - The Models
- 1983: Grapes of Wrath - Spear of Destiny
- 1984: Red Sails in the Sunset - Midnight Oil
- 1984: The Swing - INXS
- 1985: Big Canoe - Tim Finn
- 1985: Out of Mind Out of Sight - The Models
- 1985: Over the Rainbow - The Virgin Prunes
- 1985: Waiting for the Floods - The Armoury Show
- 1988: Bonk - Big Pig
- 1992: Sand in the Vaseline: Popular Favorites - Talking Heads
- 1992: Uh-Oh - David Byrne
- 1993: Earth and Sun and Moon - Midnight Oil
- 1994: Peach - Lupins
- 1995: Example - For Squirrels
- 1996: Amazing Disgrace - The Posies
- 1997: Freak Show - Silverchair
- 1997: „Transmitter” - Automatic
- 1997: Never Bet The Devil Your Head - Subrosa
- 1998: Feeling Strangely Fine - Semisonic
- 1998: Freak*on*ica - Girls Against Boys
- 1998: Vicious Precious (EP) - Primary (band)
- 1999: Neon Ballroom - Silverchair
- 1999: Chronicle Kings - Earth to Andy
- 2000: Consent to Treatment - Blue October
- 2000: Stereodreamscene - Deckard
- 2001: Roll On - The Living End
- 2002: Androgynous Jesus - Must
- 2003: Nocturama - Nick Cave and the Bad Seeds
- 2003: The Art of Losing - American Hi-Fi
- 2004: Abattoir Blues/The Lyre of Orpheus - Nick Cave and the Bad Seeds
- 2004: A Song Is a City - Eskimo Joe
- 2004: Aiming For Your Head - Betchadupa
- 2006: Nux Vomica - The Veils
- 2006: State of Emergency - The Living End
- 2007: Young Modern - Silverchair
- 2007: Grinderman - Grinderman
- 2007: Welcome The Night - The Ataris
- 2007: Is Is - Yeah Yeah Yeahs
- 2008: Diamond Hoo Ha - Supergrass
- 2008: Dig, Lazarus, Dig!!! - Nick Cave and the Bad Seeds

## Udział w miksowaniu
- 1981: The Dreaming - Kate Bush
- 1985: Behind the Sun - Eric Clapton
- 2005: Animal Serenade - Lou Reed
- 2007: Neon Bible - Arcade Fire
- 2008: Twenty One - Mystery Jets